# 天野市栄
天野 市栄（あまの いちえい、1958年（昭和33年）6月26日 - ）は、日本の政治家。元新潟県阿賀野市長（1期）。阿賀野市議会議員（2期）。

## 来歴
新潟県北蒲原郡水原町（現・阿賀野市）榎船渡出身。新潟県立新発田高等学校を経て、1982年に新潟大学法文学部法学科を卒業。同年、新潟県庁に入る。総合政策部統計課、農林水産部経営普及課各副参事を務めた。2007年に退職、翌年の阿賀野市長選挙に立候補し、当選する。2012年に落選。2016年と2020年の市長選挙に続けて立候補したが落選した。2020年の市長選挙に落選してから半年後の阿賀野市議会議員選挙に立候補して最下位（16位）で当選した。地域政党日本新生の代表を務め、行政書士として活動している。2024年4月21日の阿賀野市長選挙への立候補を表明。市長選挙では社民党の支持を受けたが、元市議の加藤博幸に敗れた。2024年10月27日の阿賀野市議会議員選挙で2回目の当選を果たした。